# Gerard van der Wal
Gerard van der Wal (Tubbergen, 5 de agosto de 1955 - Hengelo, 18 de junio de 2018) fue un piloto holandés que disputó en el Campeonato del Mundo de Motociclismo entre 1983 y 1988.

## Biografía
Gerard van der Wal debutó en el Mundial en 1983 en 250cc, pasando por Yamaha en 1983, Rotax en 1985, en el team Docshop Asmex en 1986, Honda con el mismo equipo en 87 y en una honda en el equipo Viplex Plastics bv en 1988.
Gerardo también se proclamó 4 veces campeón de Holanda y una vez campeón del benelux en 250 cc. Murió el 18 de junio de 2018 a  causa de un cáncer de tiroides.

## Resultados

### Campeonato del Mundo de Motociclismo

#### Carreras por año
Sistema de puntos desde 1969 a 1987:
| Posición | 1.º | 2.º | 3.º | 4.º | 5.º | 6.º | 7.º | 8.º | 9.º | 10.º |
| Puntos   | 15  | 12  | 10  | 8   | 6   | 5   | 4   | 3   | 2   | 1    |

Sistema de puntos desde 1988 a 1992:
| Posición | 1.º | 2.º | 3.º | 4.º | 5.º | 6.º | 7.º | 8.º | 9.º | 10.º | 11.º | 12.º | 13.º | 14.º | 15.º |
| Puntos   | 20  | 17  | 15  | 13  | 11  | 10  | 9   | 8   | 7   | 6    | 5    | 4    | 3    | 2    | 1    |

(Carreras en negrita indica pole position, carreras en cursiva indica vuelta rápida)
| Año  | Cat.  | Equipo | Moto  | 1     | 2     | 3       | 4       | 5      | 6       | 7       | 8       | 9       | 10    | 11    | 12      | 13    | 14    | Pts. | Pos. |
| ---- | ----- | ------ | ----- | ----- | ----- | ------- | ------- | ------ | ------- | ------- | ------- | ------- | ----- | ----- | ------- | ----- | ----- | ---- | ---- |
| 1983 | 250cc | Yamaha | RSA - | FRA - | NAT - | GER -   | ESP -   | AUT -  | YUG -   | NED DNQ | BEL -   | GBR -   | SWE - |       |         |       |       | 0    | -    |
| 1986 | 250cc | Assmex | ESP - | NAT - | GER - | AUT DNQ | YUG DNQ | NED 21 | BEL DNQ | FRA -   | GBR DNQ | SWE -   | RSM - |       |         |       |       | 0    | -    |
| 1987 | 250cc | Honda  | JPN - | ESP - | GER - | NAT -   | AUT -   | YUG -  | NED -   | FRA -   | GBR DNQ | SWE Ret | CZE - | RSM - | POR Ret | BRA - | ARG - | 0    | -    |
| 1988 | 250cc | Honda  | JPN - | USA - | ESP - | EXP -   | NAT -   | GER -  | AUT -   | NED DNQ | BEL -   | YUG -   | FRA - | GBR - | SWE -   | CZE - | BRA - | 0    | -    |